# 마리오와 소닉 런던 올림픽
마리오와 소닉 런던 올림픽(일본어: マリオ&ソニック AT ロンドンオリンピック, Mario & Sonic at the London 2012 Olympic Games)은 세가 스포츠 R&D가 개발한 스포츠 비디오 게임이다.

## 참가 캐릭터
Wii의 경우 캐릭터 구분 없이 모든 종목 출전 가능

### 히어로즈
출전 종목: 100m, 4x100m 계주, 20km 경보, 마라톤, 장대높이뛰기, 100m 자유형, 싱크로나이즈드 스위밍 (듀엣), 탁구 (복식), 배드민턴 (복식), 유도, 펜싱 에페 (개인), 철봉, 스프린트, BMX, 쿼더러플 스컬, 세일링 470급, 양궁 (단체), 트라이애슬론, 근대 5종 20종목
- 마리오
- 루이지
- 소닉
- 테일즈

### 걸즈
출전 종목: 100m 배영, 싱크로나이즈드 스위밍 (팀), 비치발리볼, 평균대, 리듬 체조 리본 (단체), 옴니엄 경륜경기, 장애물경기 (단체), 카누 슬라럼 (페어), 양궁 (개인) 10종목
- 피치
- 데이지
- 에이미
- 블레이즈

### 챌린저스
출전 종목: 110m 허들, 1500m, 3000m 장애물, 포환던지기, 세단뛰기, 수구, 농구, 마루운동, 트램폴린 9종
- 요시
- 섀도우
- 실버
- 쿠파주니어

### 와일즈
출전 종목: 해머던지기, 창던지기, 테니스 (단식), 축구, 복싱, 레슬링 자유형, 링, 더블 트랩, 역도 10종
- 쿠파
- 동키콩
- 벡터
- 너클즈

### 트릭스터스
출전 종목: 멀리뛰기, 100m 평영, 하키, 핸드볼, 배드민턴 (단식), 태권도, 25m 속사 권총, 카약 싱글 1000m 8종
- 와리오
- 와루이지
- 메탈 소닉
- 닥터 에그맨

## 경기

### Wii
- 축구
- 배드민턴

- 20km 경보
- 장대높이뛰기
- 멀리뛰기
- 세단뛰기
- 해머던지기
- 창던지기
- 포환던지기

#### 구기
- 축구
- 농구
- 핸드볼
- 필드하키
- 비치발리볼
- 배드민턴 (단식/복식)
- 탁구
- 테니스

#### 격투기
- 태권도
- 레슬링
- 권투
- 유도
- 펜싱

#### 수영
- 100m 자유형
- 100m 배영
- 100m 평영
- 10km 마라톤 수영
- 싱크로나이즈드 스위밍 (듀엣, 팀)
- 수구
- 싱크로다이빙

#### 체조
- 철봉
- 평균대
- 링
- 마루운동
- 트램폴린
- 리듬 체조 리본

#### 사이클
- 경륜
- 스프린트
- 옴니엄
- BMX

#### 승마
- 장애물경기 (단체)

#### 조정
- 쿼더러플 스컬
- 카약 싱글 1000m
- 카누 슬라럼 (페어)
- 세일링 슬라럼 (페어)

#### 사격
- 더블 트랩
- 25m 속사 권총
- 양궁 (개인)
- 양궁 (단체)

#### 역도
- 역도

#### 복합 경기
- 근대 5종
- 트라이애슬론